# Mara Clara
Mara Clara é uma telenovela filipina exibida em 2010 pela ABS-CBN. Foi protagonizada por Kathryn Bernardo e Julia Montes, e com atuação antagônica de Jhong Hilario.

## Elenco
- Kathryn Bernardo - Mara David / Mara del Valle
- Julia Montes - Clara del Valle / Clara David
- Mylene Dizon - Susan David
- Jhong Hilario - Gary David
- Dimples Romana - Alvira del Valle
- Bobby Andrews - Amanthe del Valle
- Albie Casino - Christian Torralba
- Ping Medina - Karlo David
- Gina Pareno - Lupe David
- Desiree Del Valle - Christina Borres

## Exibição
- Filipinas: ABS-CBN (emissora original)
- Malásia: TV3
- Vietname: TodayTV VTC7
- Uganda: NTV Uganda
- Quênia: NTV Kenya
- Camboja: Cambodian Television Network